# Spodoptera compta
Spodoptera compta là một loài bướm đêm trong họ Noctuidae.